# César Silvestri Filho
Cesar Augusto Carollo Silvestri Filho (Guarapuava, 4 de outubro de 1980) é agricultor, empresário,advogado e político brasileiro, filiado ao Partido da Social Democracia Brasileira (PSDB).
Em 2008, disputou sua primeira eleição, aos 27 anos, para a prefeitura de Guarapuava, obtendo mais de 34 mil votos. Dois anos depois, foi eleito deputado estadual, sendo o candidato mais votado em Guarapuava.
Nas eleições para prefeito de Guarapuava em 2012 pelo PPS, foi o vitorioso com  51.425 votos contra 30.150 do segundo colocado. Em 2016, foi reeleito para o cargo com 60% dos votos, tendo como vice Itacir José Vezzaro. Cesar Silvestri foi pré-candidato ao governo do Estado em 2018 pelo Cidadania, mas não seguiu a candidatura para não renunciar ao executivo municipal de Guarapuava.
Em 2019 se filiou ao Podemos.  Encerrou seu mandato como prefeito e fez seu sucessor Celso Fernando Goes (Cidadania) nas eleições de 2020. 
Em janeiro de 2022, Silvestri filiou-se ao PSDB e foi lançado como pré-candidato ao Governo do Paraná. Em julho de 2022, César Silvestri Filho foi escolhido pelo PSDB como candidato á  senador pelo Paraná.

## Vida pessoal
Nascido em Guarapuava, é neto do ex-prefeito de Guarapuava, Moacir Júlio Silvestri, e filho de Cezar Silvestri e Cristina Rauen Silvestri. É casado com Renata Dittert Cruz, com quem tem dois filhos, Maria Augusta e Cesar Neto (que recebeu o nome em homenagem ao falecido avô). 
Formou-se em direito pela Universidade Tuiuti do Paraná e fez pós-graduação em direito público.

## Carreira política
A vida política de Cesar Silvestri iniciou quando foi vice-presidente da juventude do Partido Popular Socialista (PPS) e assessor do presidente nacional do partido, senador Roberto Freire. Também foi advogado da executiva nacional.[carece de fontes?]
Em 2008, disputou sua primeira eleição, aos 27 anos, para a prefeitura de Guarapuava, pelo PPS. Cesar ficou em segundo lugar obtendo 38,59% dos votos válidos contra 40,51% do prefeito reeleito Fernando Ribas Carli (PP).
Dois anos depois, foi eleito deputado estadual, sendo o candidato mais votado em Guarapuava.
Nas eleições para prefeito de Guarapuava em 2012 disputou o executivo também pelo PPS, na coligação ALIANÇA PARA O PROGRESSO composta pelos partidos: PRB, PDT, PSL, PR, PPS, DEM, PRTB, PHS, PMN, PSB, PV, PSD e PC do B, tendo como candidata a vice-prefeita Eva Schran de Lima, do Partido Humanista da Solidariedade (PHS). Cesar venceu o pleito e se tornou o prefeito mais jovem de Guarapuava, com 54,06% dos votos, sendo 51.425 votos contra 30.150 do segundo colocado, Dr. Antenor do PT.
Em 2016, junto com o candidato a vice Itacir José Vezzaro, na coligação FORÇA PARA MUITO MAIS composta pelos partidos: PPS, PDT, PROS, PMB, PSC, PR, PSD, PHS, PMN, PSDC, PRB, PSL, PRP, PSB, PTB, PV, PMDB, Silvestri foi reeleito para o cargo com 57.969 (60,07%) votos válidos, derrotando seus adversários Dr. Antenor (PT), João Alberto Nieckars (REDE) e Luciano Gago (PT do B) .
Foi vice-presidente da Frente Nacional de Prefeitas e Prefeitos (FNP) para Concessões e Parcerias Público-Privadas (PPPs).[carece de fontes?]

## Desempenho em eleições
| Ano  | Candidato a            | Partido | Votos                         | Resultado  |
| ---- | ---------------------- | ------- | ----------------------------- | ---------- |
| 2008 | Prefeito de Guarapuava | PPS     | 34.250 votos válidos 38,59%   | Não eleito |
| 2010 | Deputado Estadual      | PPS     | 52.589 votos válidos          | Eleito     |
| 2012 | Prefeito de Guarapuava | PPS     | 51.425 votos válidos 54,06%   | Eleito     |
| 2016 | Prefeito de Guarapuava | PPS     | 57.969 votos válidos (60,07%) | Eleito     |